# Sam Altman

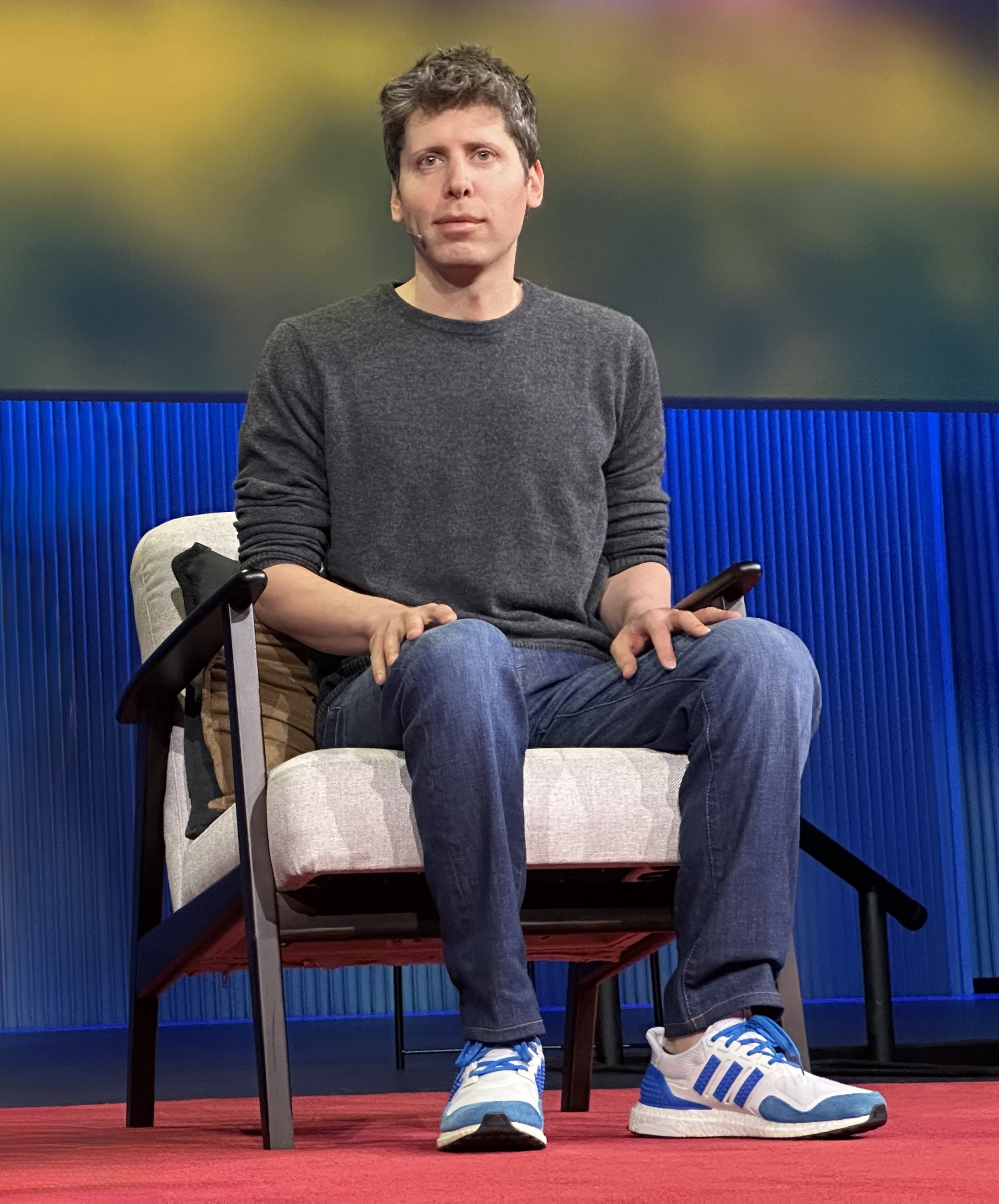
Sam Altman auf der TED-Konferenz 2025Unterschrift (2024)

Samuel Harris Altman (* 22. April 1985 in Chicago, Illinois) ist ein US-amerikanischer Unternehmer, Investor und Softwareentwickler. Er ist seit 2019 CEO von OpenAI. Im November 2023 wurde er überraschend entlassen, aber wenige Tage später im Amt bestätigt. Davor war er von 2014 bis 2019 Präsident von Y Combinator.

## Leben

Sam Altman als Kleinkind

### Kindheit
Samuel Altman wurde als ältester von vier Geschwistern – den Brüdern Jack und Max und der Schwester Annie – in eine jüdische Familie geboren und wuchs in St. Louis, Missouri, auf. Seine Mutter ist Dermatologin, während sein Vater Immobilienmakler war. Seine jüdische Identität und das jüdische Prinzip Tikun Olam, also die Verbesserung der Welt, sieht Altman als prägend für seine Lebenseinstellung an. Seit seiner Kindheit ist Altman Vegetarier. Im Alter von acht Jahren bekam er seinen ersten Computer, einen Apple Macintosh. Mit 16 Jahren outete sich Altman als homosexuell, was im Mittleren Westen der USA nicht einfach war und dazu führte, dass er sich oft in virtuelle Chaträume flüchtete. Nachdem eine christliche Gruppe eine Versammlung zum Thema Sexualität an seiner John Burroughs School in Ladue boykottierte, wandte sich Altman an die gesamte Gemeinde, verkündete, dass er schwul sei, und fragte, ob die Schule ein repressiver Ort oder ein Ort sein wolle, der für andere Ideen offen sei.

### Studium und Anfänge im Silicon Valley bei Y Combinator
Nach seiner Schulzeit studierte Altman zwei Jahre Informatik an der Stanford University und brach das Studium 2005 dann zusammen mit zwei Kommilitonen ab, um Vollzeit am von ihm mitgegründeten Unternehmen Loopt, Inc. zu arbeiten, dessen Chief Executive Officer er wurde. Das Softwareunternehmen, das Apps für Android und iOS entwickelte, mit deren Hilfe Nutzer ihren Standort selektiv mit anderen Personen teilen können, verkauften er und die anderen Unternehmer schließlich 2012 für 43,4 Millionen US-Dollar an die Green Dot Corporatio Company, was allerdings eine negative Rendite für die am Unternehmen bis dato beteiligten Venture-Capital-Gesellschaften bedeutete.

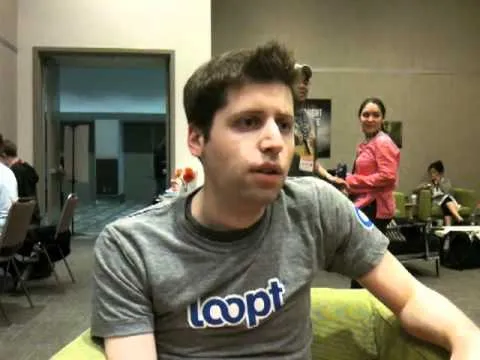
Sam Altman mit einem Loopt-T-Shirt

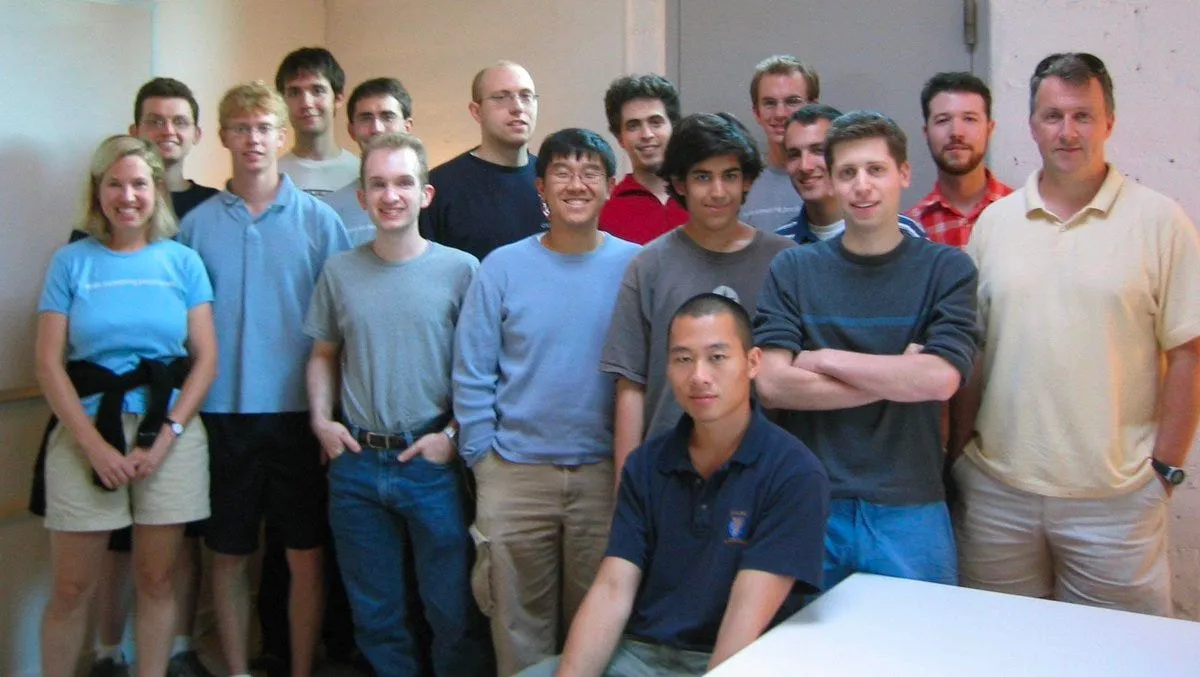
Sam Altman (dritter von rechts) als Teil des Start-up-Teams von Y Combinator, 2005

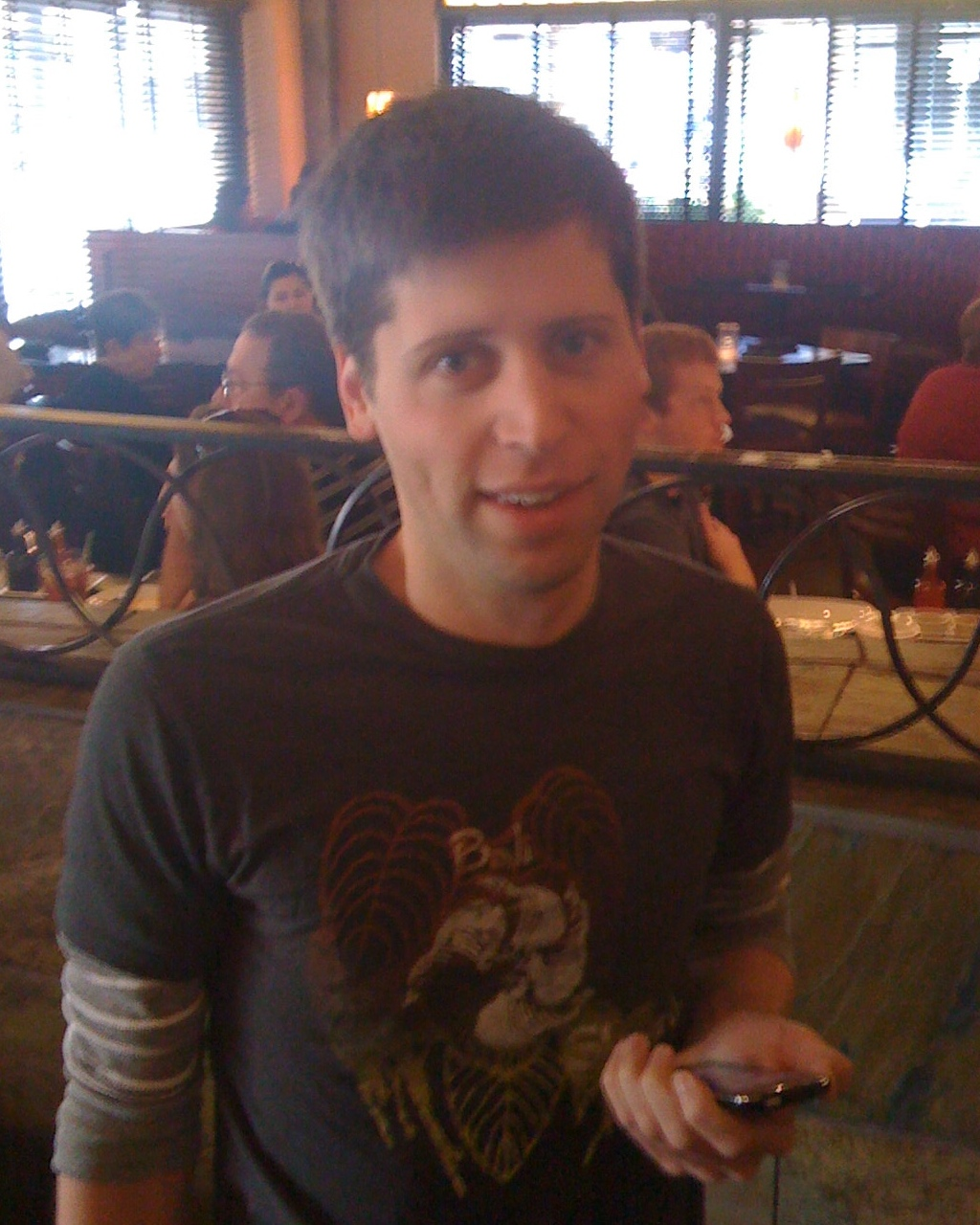
Sam Altman, 2009

2011 wurde Altman Partner bei Y Combinator (YC), einem der bedeutendsten Gründerzentren der USA. Im April 2012, einen Monat nach dem Verkauf von Loopt, gründete er zusammen mit seinem Bruder Jack zudem Hydrazine Capital, einen kleinen Risikofonds. Er sammelte dafür 21 Millionen Dollar, darunter eine bedeutende Investition von Peter Thiel und einen Großteil der fünf Millionen Dollar, die er durch den Verkauf von Loopt verdient hatte, und investierte dann 75 Prozent des Fonds in YC-Unternehmen. Altman war dadurch in gleich zweifacher Funktion an Start-up-Accelerators, also Unternehmen oder Einrichtungen, die sehr junge Start-ups betreuen und finanziell mit Risikokapital fördern und dadurch als Beschleuniger (Accelerator) wirken, beteiligt. Im Februar 2014 wurde er von seinem Mitbegründer Paul Graham schließlich zum Präsidenten von Y Combinator ernannt. Im selben Jahr gab er bekannt, dass die Gesamtbewertung der Y-Combinator-Unternehmen 65 Milliarden US-Dollar überschritten habe, darunter befanden sich Start-ups wie Airbnb, Dropbox, Reddit, Coinbase und Stripe. In seiner Zeit bei YC war Sam Altman zudem acht Tage lang CEO von Reddit, nachdem CEO Yishan Wong zurückgetreten war. Am 10. Juli 2015 gab er schließlich die Rückkehr von Steve Huffman als CEO von Reddit bekannt. Im Oktober 2015 stellte Altman Y Combinator Research, ein gemeinnütziges Forschungslabor, vor und spendete 10 Millionen US-Dollar zur Finanzierung. Der Wert seines Risikofonds Hydrazine hatte sich in der Zwischenzeit in nur vier Jahren verzehnfacht, doch trotz seines Erfolgs schreckte Altman vor Risikokapital zurück und gab im September 2016 eine erweiterte Rolle als Präsident der YC-Group bekannt, zu der auch Y Combinator gehörte. Laut Altman sollte Y Combinator erweitert werden, um 1.000 neue Unternehmen pro Jahr zu unterstützen und das Spektrum der von YC finanzierten Unternehmen zu erweitern. Zugleich wollte er den durch Risikofonds erzeugten Druck auf YC-Unternehmen mindern und kündigte daher YC-Continuity an, einen 700-Millionen-Dollar-Aktienfonds, der in YC-Unternehmen investiert. Altman führte bei Y Combinator einen KI-Bot, Hal9000, ein, um Zulassungsanträge zu sichten. Das neuronale Netz des Bots trainiert sich dabei selbst, indem es frühere Bewerbungen und die Ergebnisse dieser Unternehmen bewertet. Im März 2019 kündigte er an, dass Geoff Ralston ihn als Präsident von YC ablösen werde, um sich auf OpenAI konzentrieren zu können.

### OpenAI
Zusammen mit Greg Brockman, ehemaliger Chefentwickler von Stripe, dem Multiunternehmer Elon Musk und Ilya Sutskever, ein ehemaliger Experte von Google für Maschinenlernen, gründete Sam Altman 2015 OpenAI, Inc. Das Ziel von OpenAI bestand darin, Künstliche Intelligenz auf Open-Source-Basis in einer Non-Profit-Organisation zu entwickeln, um zu verhindern, dass ein so mächtiges Werkzeug wie KI den Interessen einzelner Geldgeber unterliege. Ab 2019 war Altman CEO von OpenAI. In der Folgezeit veröffentlichte OpenAI mehrere KI-Systeme und stellte im November 2022 schließlich den Chatbot ChatGPT vor. Die Veröffentlichung von ChatGPT löste einen weltweiten Boom aus, da erstmals jedermann mit Künstlicher Intelligenz interagieren konnte, ohne Computer-Kenntnisse besitzen zu müssen. Binnen weniger Tage nutzten mehr als 100 Millionen Menschen weltweit das Programm. Damit war ChatGPT die am schnellsten wachsende Plattform aller Zeiten.

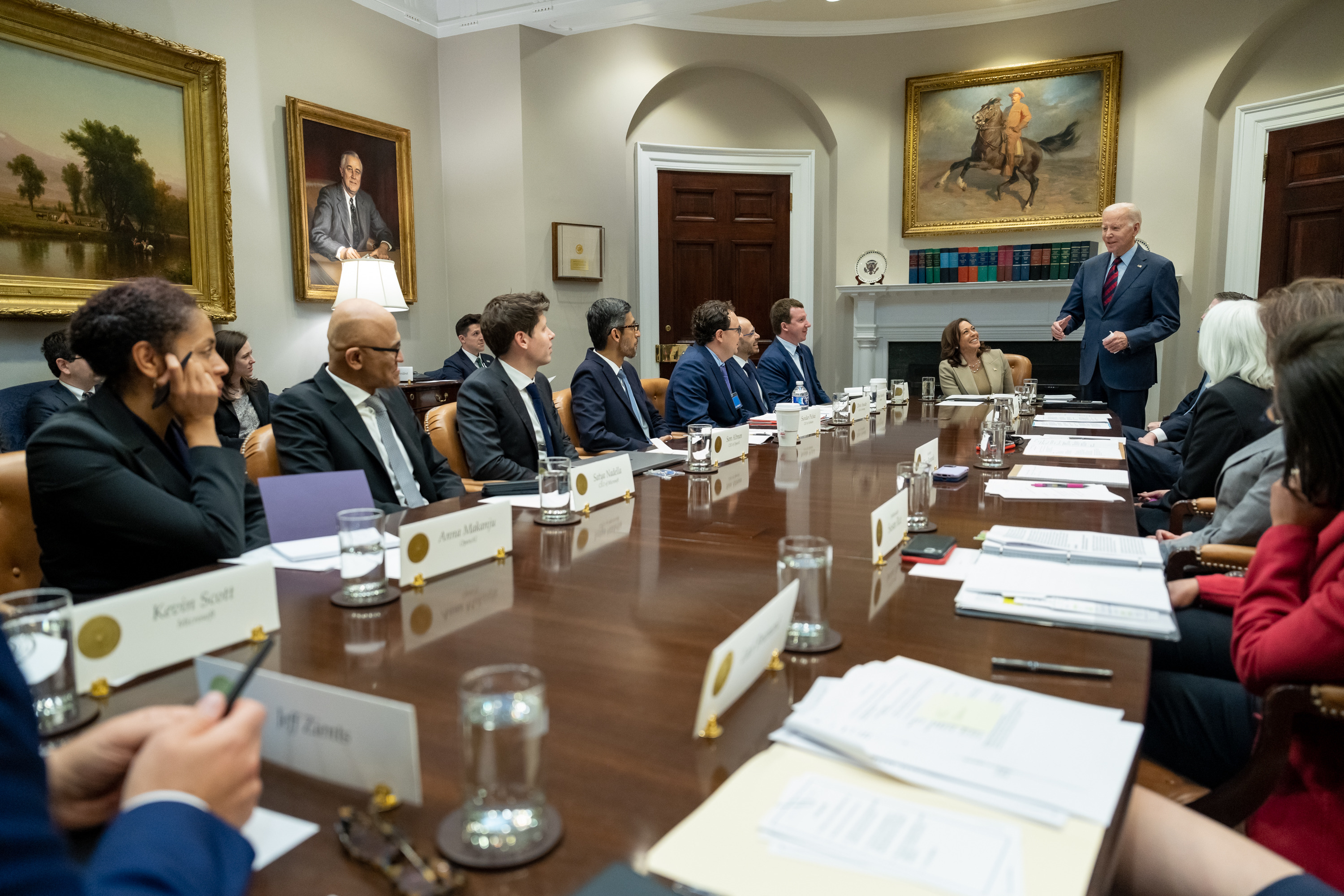
Sam Altman am 4. Mai 2023 bei einem Treffen mit US-Präsident Joe Biden im Weißen Haus

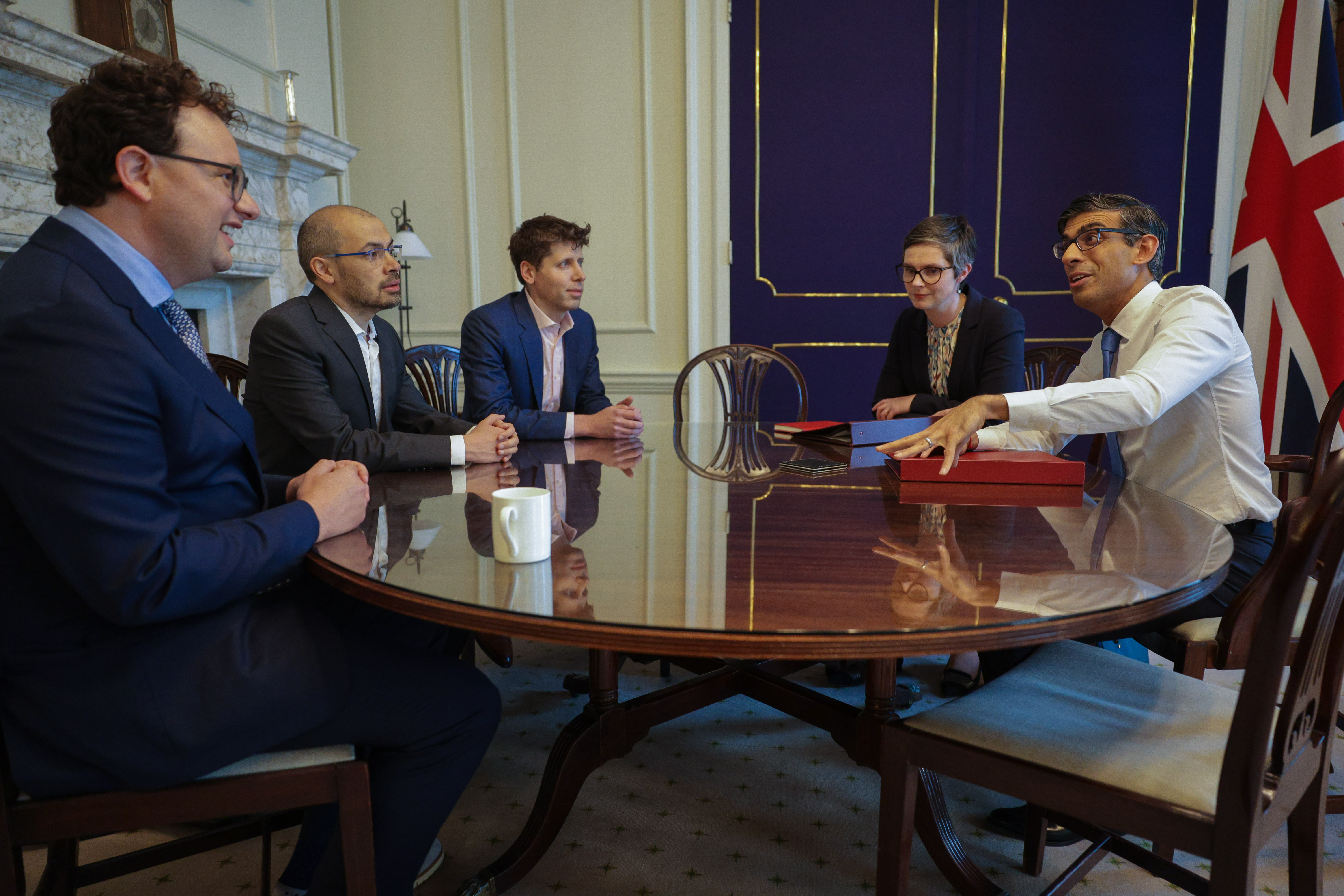
Sam Altman am 24. Mai 2023 zu Besuch beim britischen Premierminister Rishi Sunak in London

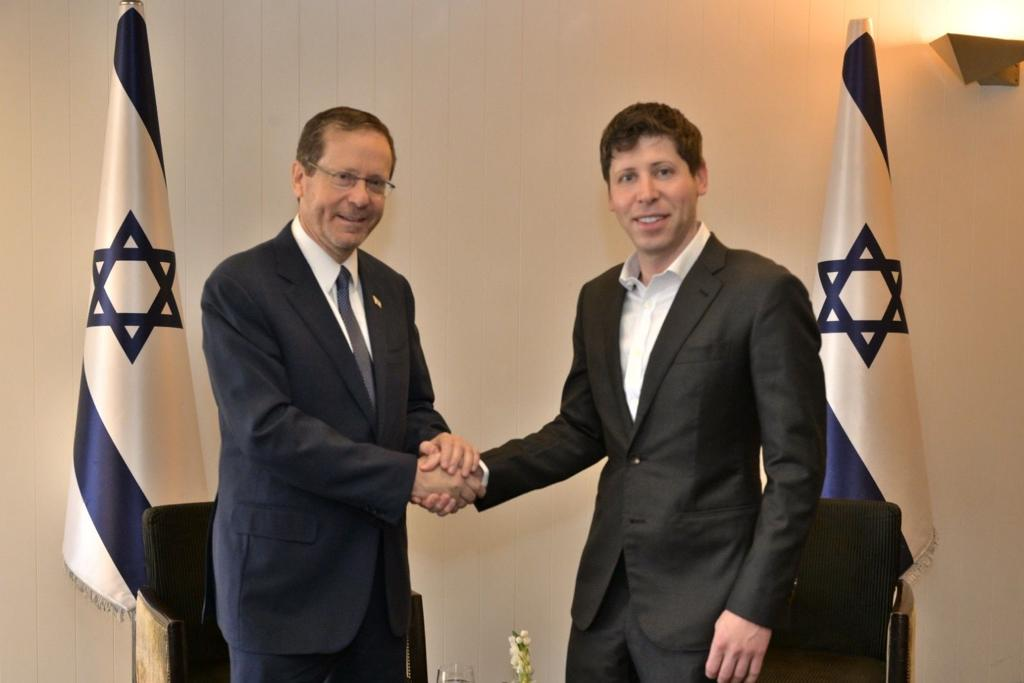
Sam Altman am 5. Juni 2023 zu Besuch beim israelischen Präsidenten Isaac Herzog in Jerusalem

Durch den Erfolg von ChatGPT wurde Altman auf einen Schlag zu einer der gefragtesten und bekanntesten Personen der Welt. Im Frühsommer 2023 besuchte Altman 22 Länder und traf dabei diverse Staats- und Regierungschefs, darunter den britischen Premierminister Rishi Sunak, den französischen Präsidenten Emmanuel Macron, den spanischen Premierminister Pedro Sánchez, den deutschen Bundeskanzler Olaf Scholz, den indischen Premierminister Narendra Modi, den südkoreanischen Präsidenten Yoon Suk-yeol, den israelischen Staatspräsident Isaac Herzog und die EU-Kommissionspräsidentin Ursula von der Leyen. In den Gesprächen ging es vor allem um die Fähigkeiten von KI sowie deren mögliche Risiken und einen geeigneten Umgang mit diesen.

#### Entfernung und Wiedereinstellung als CEO von OpenAI
Am 17. November 2023 gab der Vorstand von OpenAI bekannt, dass beschlossen wurde, Sam Altman und Greg Brockman als CEO bzw. aus dem Vorstand zu entfernen. In einer öffentlichen Ankündigung auf dem OpenAI-Blog wurde begründet, dass Altman „in seiner Kommunikation nicht konsequent offen gewesen sei“. Als Reaktion darauf trat Brockman von seiner Rolle als Präsident von OpenAI zurück.
Einen Tag nach Altmans Absetzung berichtete The Verge, dass er und der Vorstand in Gesprächen seien, um ihn zurückzuholen. Am 20. November gab Microsoft-CEO Satya Nadella bekannt, dass Altman zu Microsoft – das selbst mehr als zehn Milliarden Dollar in OpenAI investiert hatte – wechseln werde, um ein neues Team für fortgeschrittene KI-Forschung zu leiten.
Zwei Tage später veröffentlichten die Mitarbeiter von OpenAI einen offenen Brief an den Vorstand, in dem sie drohten, OpenAI zu verlassen und ebenfalls zu Microsoft zu wechseln, wo allen Mitarbeitern Jobs angeboten worden waren. Später wuchs die Zahl auf über 700 von insgesamt 770 Mitarbeitern, darunter auch Ilya Sutskever. Dieser hatte sich zuvor für Altmans Entlassung eingesetzt, entschuldigte sich jedoch nun und erklärte auf X: „Ich bedaure meine Beteiligung an den Handlungen des Vorstands.“
Spät in der Nacht des 20. November gab OpenAI bekannt, dass eine „grundsätzliche Einigung“ erzielt worden sei, Altman als CEO und Brockman als Präsident zurückzuholen. Der derzeitige Vorstand sollte zurücktreten, mit Ausnahme von Adam D’Angelo, der bleiben sollte, um die Ansichten des vorherigen Vorstands zu vertreten. In der Folge wurde Altman am 22. November 2023 erneut CEO von OpenAI.
Zum Jahresende 2023 war OpenAI mehr als 80 Milliarden US-Dollar wert, damit repräsentiert jeder der nur 770 Mitarbeiter im Schnitt einen Firmenwert von über 100 Millionen US-Dollar. Das Unternehmen gehört damit zu den wertvollsten Unternehmen der Welt, zu Beginn von Altmans Zeit als CEO 2019 hatte es noch einen Wert von 3 Milliarden US-Dollar – der Wert hat sich damit mehr als versechsundzwangzigfacht. Die Loyalitätsbekundungen seines Teams für Altman in der Zeit der Entfernung und Wiedereinstellung als CEO von OpenAI beweisen nach Ansicht von Beobachtern auch, wie wichtig einzelne Personen wie Altman für das Gesamtgefüge eines solchen rein auf Humankapital basierenden Unternehmens sind. Altman selbst ist dabei weder als Forscher noch als Programmierer wichtig, seine Fähigkeit beim Zusammenstellen, Analysieren und Führen erfolgreicher Start-up-Teams erscheint aber von überragender Bedeutung für den Erfolg von OpenAI.

### Andere Unternehmungen als Investor
Sam Altman hielt Mitte 2024 Anteile an mehr als 400 Unternehmen in einer Gesamthöhe von mindestens 2,8 Milliarden US-Dollar. Zu Altmans Portfolio-Unternehmen als Investor gehören seit vielen Jahren Airbnb und Stripe. Während des Zusammenbruchs der Silicon Valley Bank Mitte März 2023 stellte Altman zudem mehreren anderen Start-ups Kapital zur Verfügung.
Ansonsten finanziert Sam Altman mit einem großen Teil seines Privatvermögens Projekte zu ‚grenzenloser‘ Energie (Kernenergie) und längerer Lebensdauer (Biotechnologie). Er ist Vorstandsvorsitzender von Oklo, einem Unternehmen für Kernspaltung und von Helion, einem Unternehmen, das sich auf die Entwicklung der Kernfusion konzentriert und in das er mehr als 375 Millionen US-Dollar investiert hat. Altman wollte ursprünglich nur rund 10 Millionen US-Dollar in Helion investieren, vergrößerte aber seine Investionssumme, als ihm nach eigener Aussage klar wurde, dass Kernfusion eines Tages funktionieren werde, wenn nur genug Geld in die Forschung und Entwicklung gesteckt würde. Im Bereich der Biotechnologie hat er mehr als 180 Millionen US-Dollar in Retro Biosciences investiert, ein Start-up, das an Verjüngungsprozessen im menschlichen Körper forscht und so die Lebensdauer um zehn Jahre verlängern möchte.
Sam Altman bezeichnet Investitionen in den Bereichen Künstliche Intelligenz, Kernenergie und Biotechnologie als „harte Start-ups“, da alle drei Bereiche großen Einfluss auf die Entwicklung der Menschheit hätten, aber große Investitionen erfordern, um wissenschaftliche Fortschritte zu erzielen und auftretende Probleme zu meistern. Zusammen mit dem Hauptinvestor Evan Williams, Twitter-Mitbegründer, unterstützt er aktuell auch das neue soziale Netzwerk Maven, das „auf Likes und Follower verzichtet und es dem Zufall überlässt, was in den Feeds der Nutzer erscheint“. Dadurch soll den Nutzenden Stress erspart und gleichzeitig die psychische Gesundheit erhalten bleiben.
Während der COVID-19-Pandemie half Altman außerdem bei der Finanzierung und Gründung des Projekts Covalence, um Forschern in Zusammenarbeit mit TrialSpark, einem Startup für klinische Studien, dabei zu helfen, schnell klinische Studien zu starten.
Sam Altman plant, bis zu 7 Billionen US-Dollar in ein Projekt zur Weiterentwicklung von KI-Chips zu investieren. Das Ziel dieses Projekts ist es, die aktuellen Einschränkungen der Chip-Technologie zu überwinden, die nach Ansicht einiger Experten den Fortschritt in der KI-Forschung und -Entwicklung behindern.

### Blog
Sam Altman betreibt seit 2013 einen Blog, auf dem er regelmäßig Beiträge veröffentlicht.

### Privates
Altman ist mit dem australischen Softwareingenieur Oliver Mulherin verheiratet; die Hochzeit fand nach jüdischer Tradition statt. Am 22. Februar 2025 gab Altman auf X die Geburt seines Sohnes bekannt. Dazu postete er ein Bild und schrieb, dass sein Sohn zu früh auf die Welt gekommen sei und daher noch eine Weile auf der Intensivstation bleiben werde. Dem Baby gehe es aber gut, schrieb er weiter.
Am 7. Januar 2025 berichtete CNBC, dass Sams Schwester Ann Altman eine Klage wegen sexuellen Missbrauchs gegen ihren Bruder beim Bezirksgericht in Missouri eingereicht habe. In der Klage wird behauptet, dass der Missbrauch begann, als Ann Altman 3 und Sam Altman 12 Jahre alt waren. In einer gemeinsamen Erklärung wiesen Sam Altman, seine Mutter und seine beiden Brüder die Vorwürfe zurück und verwiesen auf die psychischen Probleme von Ann Altman.

## Vermögen
Sam Altman hat Stand August 2025 ein Vermögen von 2 Milliarden US-Dollar.

## Politische Positionen

### Künstliche Intelligenz
Im Jahr 2012 gab Altman im Angesicht der Möglichkeiten von Künstlicher Intelligenz die Vorstellung auf, dass der Mensch einzigartig sei. Er sagte, „bestimmte Dinge fühlen sich immer noch besonders menschlich an – Kreativität, Geistesblitze aus dem Nichts, die Fähigkeit, gleichzeitig glücklich und traurig zu sein –, aber Computer werden ihre eigenen Wünsche und Ziel-Ordnungen haben. Als mir klar wurde, dass Intelligenz simuliert werden kann, habe ich die Idee unserer Einzigartigkeit aufgegeben und es war nicht so traumatisch, wie ich dachte. Es hat gewisse Vorteile, eine Maschine zu sein. Wir Menschen sind durch unsere Eingabe-Ausgabe-Rate begrenzt – wir lernen nur zwei Bits pro Sekunde, also geht eine Menge verloren. Für eine Maschine müssen wir wie verlangsamte Walgesänge wirken.“
Altman prognostiziert eine KI-Revolution in den 2020er Jahren. Sie werde Artificial General Intelligence hervorbringen und dadurch große Veränderungen in der Gesellschaft und im Arbeitswesen verursachen: „Der technologische Fortschritt, den wir in den nächsten 100 Jahren machen, wird weitaus größer sein als alles, was wir gemacht haben, seit wir das Feuer kontrolliert und das Rad erfunden haben“. Er geht davon aus, dass KI in naher Zukunft nahezu sämtliche menschliche Arbeiten verrichten werde und der Gesellschaft dadurch deutlich mehr freie Zeit außerhalb einer festen Erwerbsarbeit zur Verfügung stehen werde (Freizeitgesellschaft). Insgesamt sorge diese Entwicklung für einen enormen Wohlstandszuwachs, wobei es Aufgabe der Politik sei, diesen sinnvoll und gerecht innerhalb der Bevölkerung zu verteilen.
Altman äußerte im Mai 2023 bei einer Anhörung im US-Senat, KI-Generatoren wie OpenAI würden große Risiken mit sich bringen. Er schlug die Einrichtung einer Regulierungsbehörde vor. Zugleich betonte er, dass die Möglichkeiten der neuen Technik weit größer als deren Risiken seien. So will er auch mit Hilfe einer Superintelligenz ein bedingungsloses Grundeinkommen für jeden Menschen realisieren und spekuliert dabei auf einen sogenannten „Universal Basic Compute“, einem GPT-7-Rechner, von dessen Leistung jeder Mensch ein Stück abbekommen soll.

### US-Politik
Sam Altman, der sich selbst politisch als liberal einordnet und Gegner von Donald Trump war, fuhr 2017 nach der US-Präsidentschaftswahl 2016 durch sämtliche Bundesstaaten und interviewte 100 Trump-Anhänger, um zu erfahren, „wie die andere Hälfte von Amerika denkt und fühlt.“
Im Jahr 2019 veranstaltete Altman in seinem Haus in San Francisco eine Spendenaktion für den demokratischen Präsidentschaftskandidaten 2020, Andrew Yang. Im Mai 2020 spendete Altman 250.000 US-Dollar an American Bridge 21st Century, einen Super-PAC, der den demokratischen Präsidentschaftskandidaten Joe Biden unterstützte. Nach der erneuten Wahl Donald Trumps im November 2024 änderte Altman seine Haltung, diente sich dem künftigen US-Präsidenten an und gilt jetzt als Trump-Unterstützer. Nach der Wahl kritisierte er, dass einseitig auf Spenden reagiert wurde, da er schließlich zuvor die Demokraten unterstützte.

### Sonstige Themen
Sam Altman ist ein Befürworter des bedingungslosen Grundeinkommens.

Im Jahr 2018 startete Altman The United Slate, ein politisches Projekt zur Verbesserung der Wohnungs- und Gesundheitspolitik.

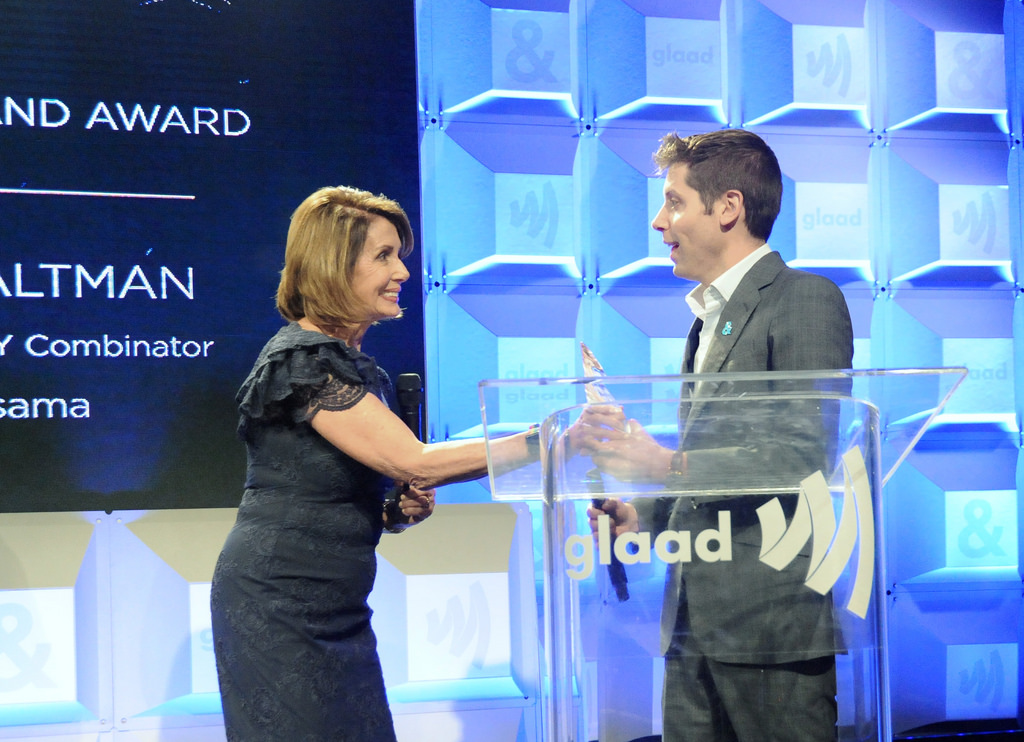
Nancy Pelosi überreicht Altman 2017 den Ric Weiland Award

## Rezeption und Auszeichnungen
Sam Altman wurde 2008 von Businessweek zu einem der „Best Young Entrepreneurs in Technology“ und 2015 vom Forbes-Magazin zu einem Top-Investor unter 30 ernannt.
Im Jahr 2017 wurde ihm die Ehrendoktorwürde der University of Waterloo verliehen.
Nachdem Altman durch den Durchbruch bei KI mit ChatGPT Ende 2022 weltweite Bekanntheit erreichte, sahen viele Medien Altman auf einer Stufe mit den Größen der Tech-Branche. Vom Time Magazine wurde er im Jahr 2023 zu einem der 100 einflussreichsten Menschen der Welt und zum CEO des Jahres ernannt.
Im September 2023 stellte die indonesische Regierung Altman das erste „goldene Visum“ des Landes aus.
Sam Altman wurde zu den Bilderberg-Treffen von 2016, 2022 und 2023 eingeladen.